# Brzostowo (Szczecinek)
Brzostowo (niem. Karolinenthal) – część miasta Szczecinek w Polsce położona w województwie zachodniopomorskim, w powiecie szczecineckim, w gminie miejskiej Szczecinek.
Do 1954 część miasta Szczecinek. Później włączona do niego po raz drugi.